# Рита Дакота
Рита Дакота (белор. Рыта Дакота), настоящее имя — Маргарита Сергеевна Белогай, в девичестве Герасимович (белор.  Маргарыта Сяргееўна Герасімовіч; род. 9 марта 1990, Минск) — белорусская и российская певица, композитор и автор-исполнитель.

## Биография
Родилась 9 марта 1990 года в Минске. Отец: Сергей Герасимович — инженер звукозаписи; мать: Светлана Герасимович — воспитатель в детском саду.

### Начало музыкальной карьеры
В 5 лет начала заниматься музыкой. Когда Рите исполнилось 7 лет, мама записала её в музыкальную школу. Педагоги определили Риту в класс фортепиано, а технику вокала она изучала самостоятельно, записавшись в школьный хор. Ездила на различные конкурсы и фестивали, победила в конкурсе «бел. Квітней, Беларусь».
В 10 лет написала свою первую песню.
В 2004 году Рита начала писать песни для собственной панк-группы и продаёт некоторые из них представителям радиостанций.
Окончив школу, Рита собиралась поступить в музыкальный колледж им. М.И Глинки, но передумала и поступила в студию вокала «Форте» в Минске. В то же время Рита увлеклась граффити и училась рисовать. Тогда в Минске гостили граффитчики из Португалии, они увидели рисунки певицы и описали их как «дакотат», которое переводится как «многогранность». Так появился псевдоним Дакота.
По специальности звукорежиссёр, в 2005 году приняла участие в белорусском музыкальном конкурсе «Звёздный дилижанс».

### «Фабрика звёзд»
В 2007 году 17-летняя Рита приехала из Минска на московский кастинг сезона «Фабрика звезд». Девушка мечтала не о собственном участии, а ей хотелось показать диски со своей музыкой известным российским продюсерам. Риту пригласили участвовать в конкурсном отборе, и она не отказалась и успешно прошла кастинг. На всех этапах проекта Дакота исполняла свои собственные песни, и писала композиции для коллег по проекту. Хитом стала песня «Спички», которую из Интернета скачали более миллиона раз. На проекте Рита познакомилась с будущим супругом Владом Соколовским.

### Сольный проект
После завершения проекта Рита пропала с телеэкранов, потому что петь чужие песни она не хотела и мечтала стать «поющим автором». Организовала свою рок-группу Monroe, с которой она выступала на музыкальных фестивалях «Нашествие» и «Kubana». В 2009 году совместно с группой Litesound Рита заняла третье место в финале отборочного тура на Евровидение от Белоруссии
Её песни начали покупать известные исполнители — Ёлка, Зара, Светлана Лобода. Рита является соавтором треков «Не нужна» и «Твои глаза».
В 2015 году исполнительница приняла участие в проекте «Главная сцена» на канале «Россия-1» и с авторскими композициями вышла в полуфинал конкурса. Её наставником на проекте стал известный продюсер Виктор Дробыш.
Наибольшую популярность исполнительнице принес трек «Полчеловека», который вышел в 2016 году. Этот трек вошел в первый студийный альбом Дакоты «Стаи Китов». Всего в сборнике 14 композиций, рассказывающих о личных переживаниях исполнительницы и вышедшие в хронологической последовательности. В декабре 2020г приняла участие в программе «Квартирник НТВ у Маргулиса». В 2021 году певица представила поклонникам новые треки «Карандаш» и «Бросил курить», а в 2022 году трек «Лифт» и духовный мини-альбом «Sat Nam» состоящий из 4х композиций.
Сейчас Дакота продолжает свою карьеру как автор и исполнительница песен, до осени 2023 года гастролировала по России с концертами. 
В 2023 году Рита Дакота уехала в США. По словам певицы, переезд планировался как временный, но после него ей негласно запретили выступать в России.

## Личная жизнь

### Семья
Бывший муж, с которым участвовала вместе в проекте «Фабрика звёзд-7» — Влад Соколовский. Есть дочь Мия (род. 23 октября 2017).
С 2020 года состояла в отношениях с Фёдором Белогаем.
24 мая 2023 года вышла замуж за Фёдора Белогая, взяв его фамилию. Именно ему Рита посвятила одноимённые песни «Электричество», а также «Рубашка» в своём первом альбоме «Стаи китов».

### Общественная деятельность
Является создателем благотворительного проекта «Цунами», который помогает зависимым от алкоголя и наркотиков людям пройти реабилитацию и вернуться к нормальной жизни. Также все собранные средства с одноимённой автобиографической песни «Цунами» Рита отправляет на данный проект.

## Дискография

### Студийные альбомы
- «Стаи Китов» (2020)

### Мини-альбомы
- Sat Nam (2022)

### Синглы

#### Синглы вне альбома
- «Спички» (2008)
- «Кто» (2017)
- «Нежность» (2018)
- «Цунами» (2018)
- «Не умеешь любить» (2019)
- «Уходи» (2020)
- «Колыбельная» (2020)
- «Карандаш» (2021)
- «Бросил курить» (2021)
- «Лифт» (2022)
- «Кончится лето» (2023)
- «Ностальгия» (2023)
- «Куда глаза горят» (2024)
- «Терпишь» (2024)

#### Участие в альбоме других исполнителей
- Schokk — «Старый Хлам» («Спички»)
- ST1M — «Неизданное» («Рядом с тобой»)
- L’One — «Одинокая вселенная» («Музыка. Счастье. Любовь»)

Как приглашённый исполнитель
- Катя Ковская —  «#Фиолет» (2019)
- Мари Краймбрери — «Другие девчонки», «Самокат» (2023)

#### Участие в сборниках
- «Тузін. Перазагрузка» (2009), трек «Запалкі»
- «Трибьют t.A.T.u. „200 по встречной“» (2021), трек «Sacrifice»

## Видеоклипы
| Год  | Клип            | Режиссёр(ы)    | Альбом       |
| ---- | --------------- | -------------- | ------------ |
| 2015 | «Перчатки»      | Star pro       | без альбома  |
| 2015 | «Первая зима»   | Star pro       | без альбома  |
| 2016 | «Полчеловека»   | Карина Кандель | «Стаи китов» |
| 2017 | «Кто»           | Карина Кандель | без альбома  |
| 2018 | «Нежность»      | Алина Пязок    | без альбома  |
| 2018 | «Цунами»        | Карина Кандель | без альбома  |
| 2019 | «Новые линии»   | Карина Кандель | без альбома  |
| 2019 | «Мантра»        | Рита Дакота    | без альбома  |
| 2020 | «Электричество» | Карина Кандель | «Стаи китов» |
| 2020 | «Армагеддон»    | Карина Кандель | «Стаи китов» |
| 2020 | «Рубашка»       | Лекс Пронин    | «Стаи китов» |
| 2021 | «Карандаш»      | Алекс Акимов   | без альбома  |